# فهد العيسى
فهد بن محمد بن صالح العيسى (1384هـ) رئيس الديوان الملكي السعودي، عين بأمر ملكي في 30 أغسطس 2019، وكان قبل ذلك مشرفًا على مكتب سمو وزير الدفاع ومستشارًا بالديوان الملكي.

## التعليم
حصل على درجة البكالوريوس في الأنظمة من جامعة الملك سعود من كلية العلوم الإدارية مع مرتبة الشرف عام 1406هـ، وماجستير في القانون من الجامعة الأمريكية في واشنطن بالولايات المتحدة الأمريكية بتقدير امتياز عام 1412هـ.

## الحياة العملية
عمل باحثاً قانونياً في هيئة الخبراء بمجلس الوزراء منذ عام 1406هـ، ثم مستشارا قانونيا في هيئة الخبراء بمجلس الوزراء منذ عام 1416هـ، وعمل مستشاراً قانونياً متعاوناً مع الديوان الملكي السعودي منذ عام 1416هـ حتى عام 1434ه، وكلف مديراً عاماً لمكتب وزير الدفاع منذ بداية عام 1435هـ. وفي تاريخ 9/ 4/ 1436هـ صدر أمر ملكي بتعيينه مديراً لمكتب سمو وزير الدفاع بالمرتبة الممتازة.

## الخبرات
شارك في العديد من المؤتمرات والندوات في المجالات القانونية المختلفة، ومحكم معتمد لدى وزارة العدل، وشارك في العديد من اللجان التي شكلت في هيئة الخبراء بمجلس الوزراء وبعض الجهات الحكومية الأخرى لدراسة بعض الأنظمة واللوائح والاتفاقيات، سبق له العمل كمستشار وعضو في الجانب السعودي في لجنة تعيين الحدود السعودية اليمنية المشتركة، وعضو في الجانب السعودي في اللجنة التحضيرية لمجلس التنسيق السعودي اليمني، سبق له العمل كرئيس للجنة الدائمة لدراسة الموضوعات المتعلقة بمجلس التعاون لدول الخليج العربية وجامعة الدول العربية المشكلة في هيئة الخبراء بمجلس الوزراء.

## البحوث والدراسات
قدم العيسى عدداً من البحوث ومنها بحث عن مجلس التعاون لدول الخليج العربية وبحث عن حماية البيئة الدولية، وشارك في إعداد دراسة عن البيئة العدلية ومتطلبات التنمية الاقتصادية في المملكة، وقدم عدداً من الدراسات ومنها دراسة عن قوانين الاستثمار التجاري في ظل الأنظمة الخليجية، ودراسة عن صندوق النقد العربي.

## التكريم
| سبقه خالد بن عبد الرحمن العيسى | رئيس الديوان الملكي 1441 هـ - حتى الآن | تبعه حتى الآن |